# めぐり逢い (D-51の曲)
「めぐり逢い」（めぐりあい）は、D-51の15枚目のシングル。2012年10月17日発売。
同グループが、レコード会社を徳間ジャパンコミュニケーションズに移籍後初のシングルである。

## 収録曲
1. めぐり逢い
2. Hello yesterday
3. めぐり逢い-Original Instrumental-
4. Hello yesterday-Original Instrumental-

| スタブアイコン | サブスタブ | この項目は、まだ閲覧者の調べものの参照としては役立たない、シングルに関連した書きかけの項目です。この項目を加筆・訂正などしてくださる協力者を求めています（P:音楽/PJ:楽曲）。 |